# Boivães
Boivães es una freguesia portuguesa del concelho de Ponte da Barca, con 6,34 km² de superficie y 338 habitantes (2001). Su densidad de población es de 53,3 hab/km².